# Alfons Huckebrink
Alfons Huckebrink (* 20. Februar 1953 in Emsdetten) ist ein deutscher Schriftsteller, Lyriker und Literaturkritiker.

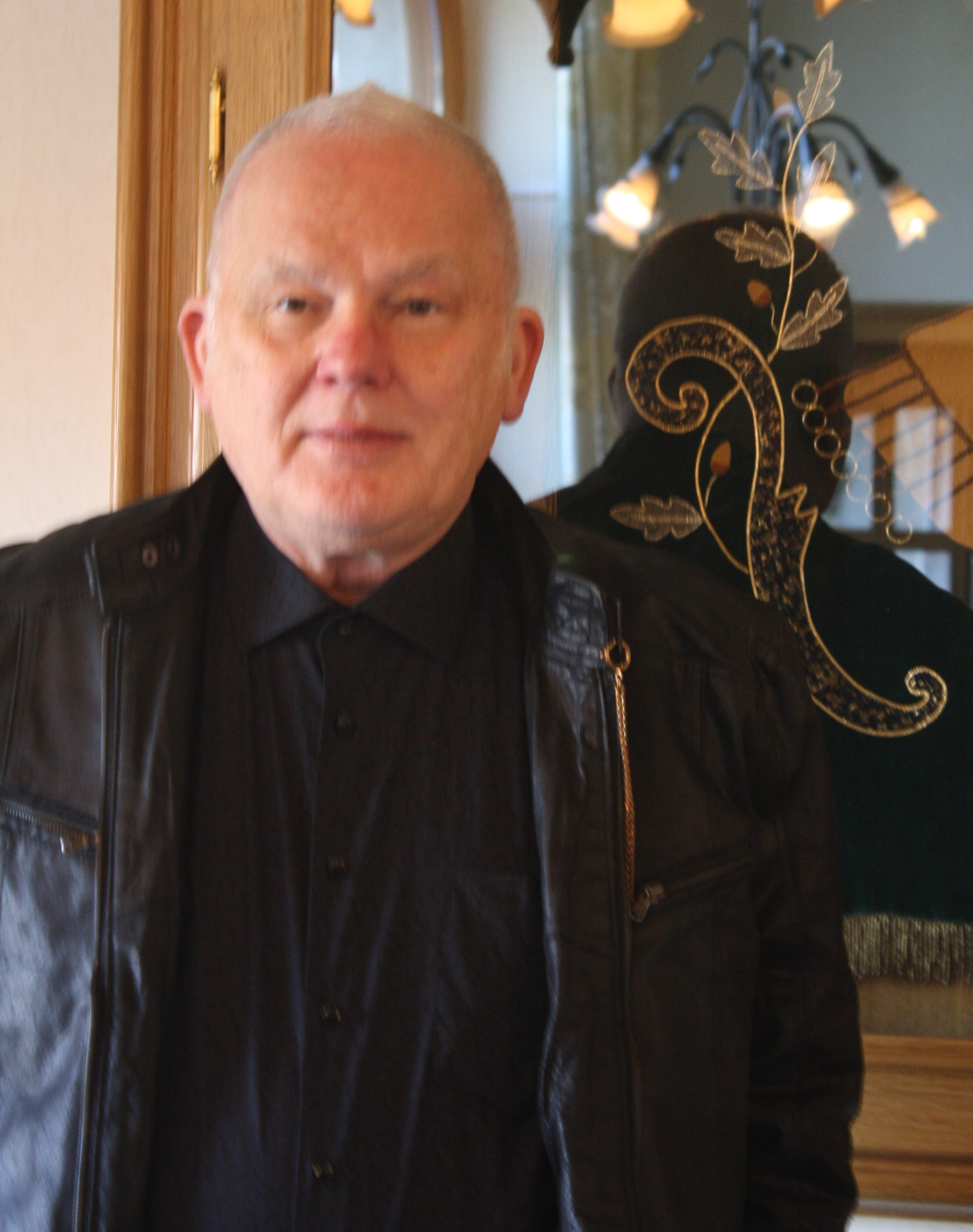
Alfons Huckebrink 2018

## Leben
Alfons Huckebrink  entstammt einer Textilarbeiterfamilie in Emsdetten. Er studierte an der Universität Münster Germanistik, Geschichte und später an der Ruhr-Universität Bochum Sozialwissenschaften. Er leitet Schreibwerkstätten, ist Gründungsmitglied der Internationalen Peter-Weiss-Gesellschaft (IPWG) und ehemaliger Ausrichter der Münsteraner Literaturmeisterschaften. 
Sein grundlegendes Werk stellt die Roman-Trilogie des Protagonisten Thomas Bitterschulte dar, die autofiktionale Elemente aufweist. Einen weiteren Schwerpunkt seiner Arbeit bildet die Gattung Kürzestgeschichte. Alfons Huckebrink veröffentlichte Sachbücher zum Thema Autobiographie, zum Kreativen Schreiben sowie zum Reisen. Er veröffentlicht Beiträge im Feuilleton der Tageszeitung Neues Deutschland sowie in der Literaturzeitschrift Am Erker. 
Huckebrink Herausgeber zahlreicher Anthologien, darunter Vom Frieden. Texte westfälischer AutorInnen, erschienen 2023 anlässlich des 375. Jahrestags des Westfälischen Friedensschlusses, und Mehr als Kirche, Kohle, Kiepenkerl: 1250 Jahre Westfalen - neu erzählt, erschienen 2025 anlässlich des Westfalen-Jubiläums. 
Alfons Huckebrink ist Mitglied im Verband Deutscher Schriftsteller und Schriftstellerinnen (VS). Er lebt in Laer-Holthausen und ist verheiratet.

## Publikationen

### Drama & Bühne
- Müde Krieger. Schauspiel in fünf Akten. Elsinor-Verlag: Coesfeld 2022. ISBN 978-3-939483-71-7.

### Lyrik
- Somberogalaxie. Gedichte. sonderpunkt: Münster 2010.
- Übergangswetter. Lyrik. Mauer: Rottenburg/N. 1998.
- Beobachtungen an frühen Januartagen. Gedichte 1990–1993. Kirchhausen: Hildesheim 1994.

### Prosa
- Edith und wir. eine Novelle aus dem Münsterland. Elsinor (Longinus): Coesfeld 2024. ISBN 978-3-945113-46-2
- Wie Thomas Bitterschulte sich an der Kunst verschrieb. sonderpunkt: Greven 2018.
- Königsberger Küsse. Roman einer Reise. sonderpunkt: Münster 2008.
- Wie Thomas Bitterschulte sich das Leben neu erfand. Roman. sonderpunkt: Münster 2005.
- Wie Thomas Bitterschulte sich von seinem Daseinszweck verabschiedete. Roman. agenda: Münster 2002.

Kürzestgeschichten
- Wortentbrannt. 100 Kürzestgeschichten. Elsinor (Longinus): Coesfeld 2021. ISBN 978-3-945113-39-4
- Leichter gesagt. 101 neue Kürzestgeschichten. sonderpunkt: Münster 2016.
- Gelinde gesagt. 99 Kürzestgeschichten. sonderpunkt: Münster 2012.

### Sachbuch
- Unterwegs zum Selbstsein. Beweggründe des Reisens. mit Gudula Ritz. sonderpunkt: Greven 2020. ISBN 978-3-95407-101-2
- Literarisches Schreiben als Handwerk. Themen und Techniken für Schulen und Schreibwerkstätten. Gem. mit Frank Lingnau. Daedalus: Münster 2020. ISBN 978-3-89126-293-1
- Autor des eigenen Lebens werden. Eine Anleitung zur Selbstentwicklung. mit Gudula Ritz-Schulte. Kohlhammer: Stuttgart 2012. ISBN 978-3-17-022076-8
- Morgens brauchte man nicht mehr mit 'Heil Hitler' zu grüßen. Deutsch-russische Erinnerungen. agenda: Münster 1996. ISBN 3-929440-90-3

### Herausgeberschaften
- Mehr als Kirche, Kohle, Kiepenkerl: 1250 Jahre Westfalen - neu erzählt. Elsinor (Longinus) 2025 ISBN 978-3-945113-47-9
- Wandervögel und Stubenhocker. Eine Anthologie. Mitherausgeber. Edition Wasserburg. Kleve 2024. ISBN 978-3-9822780-1-8
- Tagträumer und Nachtschwärmer. Eine Anthologie. Mitherausgeber. Edition Wasserburg. Kleve 2023. ISBN 978-3-9822780-0-1
- Vom Frieden. Texte westfälischer AutorInnen. mit Katja Angenent und Matthias Engels. Elsinor: Coesfeld 2023. ISBN 978-3-939483-72-4
- Himmelsstürmer. Eine Anthologie. Mitherausgeber. Edition Wasserburg. Kleve 2022.

- Abenteuertage. Eine Anthologie. Mitherausgeber. Edition Wasserburg. Kleve 2021.
- Affenzirkus. Eine Anthologie. Mitherausgeber. Edition Wasserburg: Kleve 2020.
- Scherbenhaufen. Eine Anthologie. Mitherausgeber. Edition Wasserburg: Kleve 2019.
- Hahnenkampf. Eine Anthologie. Mitherausgeber. Edition Wasserburg: Kleve 2018.
- Teufelswerk. Eine Anthologie. Mitherausgeber. Edition Wasserburg: Kleve 2017.
- Himmel und Hölle. Das Beste aus 15 Jahren Schreibwerkstatt. Mitherausgeber. Edition Wasserburg: Kleve 2016.
- Papierflieger. Eine Anthologie. Mitherausgeber. Edition Wasserburg: Kleve 2015.
- Intercity München-Amsterdam. Niederländisch-deutsche Verbindungen'. Mitherausgeber. sonderpunkt: Münster 2015.
- Spurensuche. Eine Anthologie. Mitherausgeber. Edition Wasserburg 2014.
- Nachtschwärmer. Eine Anthologie. Mitherausgeber. Edition Wasserburg: Kleve 2013.
- Gratwanderung. Eine Anthologie. Mitherausgeber. Edition Wasserburg: Kleve 2012.
- Finderglück. Eine Anthologie. Mitherausgeber. Edition Wasserburg: Kleve 2011.
- Haltestellen. Eine Anthologie. Mitherausgeber. Edition Wasserburg: Kleve 2011.
- Grenzlicht. Eine Anthologie. Mitherausgeber. Edition Wasserburg: Kleve 2009.
- Schattenspringer. Eine Anthologie. Mitherausgeber. Edition Wasserburg: Kleve 2008.
- Dorfkirmes. Eine Anthologie Mitherausgeber. Edition Wasserburg:, Kleve 2007.
- Nachtpost. Eine Anthologie. Gem. mit Frank Lingnau. Edition Wasserburg: Kleve 2006.
- Aus dem Vollen schöpfen. Eine Anthologie. Mitherausgeber. Diözesanbildungswerk: Münster 2005.
- Aus der Reihe tanzen. Eine Anthologie. Mitherausgeber. dialog: Münster 2004.
- Aus freien Stücken. Eine Anthologie. Mitherausgeber. dialog: Münster 2003.
- Aus den Augen verlieren. Eine Anthologie. Mitherausgeber. dialog: Münster 2002.
- Aus heiterem Himmel. Eine Anthologie. Mitherausgeber. dialog: Münster 2001.
- sechskommanull. Texte der Münsteraner Literaturmeisterschaft 1996–1998. Gem. mit Frank Lingnau. agenda: Münster 1999.

## Preise / Auszeichnungen
- 2006 Reisestipendium des Auswärtigen Amts nach Kaliningrad

- 2023 Preisträger bei der 36. Recklinghäuser Literaturnacht der Autorinnen und Autoren / Vestische Literatureule (2. Platz)